# Fritz Hieke
Fritz Hieke (* 3. November 1930 als Friedrich Gerhard Hieke in Karbitz, Tschechoslowakei; † 12. August 2015 in Berlin) war ein deutscher Entomologe und Kurator.

## Leben
Fritz Hieke wuchs in einer sudetendeutschen Familie im nordböhmischen Karbitz auf. Nach dem Besuch der Hauptschule begann er 1944 eine Fleischerlehre im väterlichen Betrieb; das folgende Fremdlehrjahr bei einem tschechischen Fleischermeister musste er 1945 wegen der Vertreibung aus der damaligen Tschechoslowakei abbrechen. Nach der Aussiedlung mit den Eltern und Geschwistern war Hieke zunächst als Landarbeiter auf einem Rittergut in Simselwitz bei Döbeln tätig, bis seinen Eltern im Zuge der Bodenreform in der Sowjetischen Besatzungszone ein Neubauernhof zugewiesen wurde und er dort mitarbeitete. Von 1948 bis 1949 besuchte er eine landwirtschaftliche Fachschule und von 1950 bis 1953 die damalige Arbeiter-und-Bauern-Fakultät an der Universität Leipzig, wo er die Hochschulreife erwarb und wo durch seinen Biologielehrer Lothar Dieckmann sein Interesse für die Entomologie geweckt wurde.
Im Jahre 1953 begann Hieke ein Studium der Biochemie an der Friedrich-Schiller-Universität in Jena, darauf folgte von 1954 bis 1959 ein Studium der Biologie an der Lomonossow-Universität in Moskau, welches er mit einem Diplom im Fach Pflanzenphysiologie abschloss. Von 1959 bis 1962 arbeitete er als wissenschaftlicher Assistent am Institut für Tierphysiologie an der Humboldt-Universität Berlin (DDR). Ab 1. Februar 1962 war er als Assistent im Museum für Naturkunde Berlin (damals Teil der Humboldt-Universität) in der Abteilung für Coleoptera tätig; zunächst lediglich mit den Pflichten eines Kustos, nach der Promotion 1965 als voll verantwortlicher Kustos. Von 1962 bis zum Eintritt in den Ruhestand 1995 leitete Hieke die Käfersammlung 33 Jahre lang und verschaffte sich durch seine Forschungen, Vorträge und zahlreichen Publikationen in nationalen und internationalen Fachkreisen den Ruf eines herausragenden Systematikers und Kenners der Käferwelt. Über 200 Käferarten und einige Gattungen wurden nach ihm benannt.
Hieke war Vater zweier Töchter aus zweiter Ehe: Katharina (Organistin in Schweden) und Elisabeth (Lehrerin in Berlin).

## Publikationen
- Advances in Coleoptera systematics and faunistics. Deutsche Nationalbibliothek, NUKAT (Polen)
- Das Amara-Subgenus Xenocelia subg. n. (Coleoptera: Carabidae).	NUKAT (Polen), RERO (Westschweizer Bibliotheksverbund), Národní knihovna Ceské republiky
- Insekten.	NUKAT (Polen), Koninklijke Bibliotheek (Niederlande)
- Namensverzeichnis der Gattung Amara Bonelli 1810 (Coleoptera: Carabidae).	Deutsche Nationalbibliothek, RERO (Westschweizer Bibliotheksverbund), Library of Congress/NACO
- Submicroscopic ortho- and patho-morphology of the liver : atlas of electron-photomicrograms.	NUKAT (Polen)
- Vergleichende funktionelle Anatomie der Abdominalmuskulatur einiger männlicher Coleopteren unter besonderer Berücksichtigung des Genitoanalkomplexes. Mit 125 Abbildungen im Text.
- Neue Arten der Gattung Amara Bonelli 1810 (Coleoptera: Carabidae). Linzer Biologische Beiträge, 2002.[8]
- Die Gruppe der Amara (Amara) cupreolata PUTZEYS 1866 (Coleoptera: Carabidae). Linzer Biologische Beiträge, 2003.[9]